# Jared Rushton

Jared Rushton con Tom Hanks in Big (1988)

Jared Michael Rushton (Provo, 3 marzo 1974) è un attore e musicista statunitense.

## Biografia
Fratello di Ryan Rushton, anche lui attore, Jared Rushton è attivo dagli anni ottanta, quando era ancora bambino: ha iniziato con alcuni spot televisivi, mentre il suo debutto cinematografico è nel 1986. Ha preso parte a varie serie televisive quali la sit-com Pappa e ciccia. Tra gli altri film interpretati da Rushton, si segnala sono il disneyano Tesoro, mi si sono ristretti i ragazzi, oltre che l'horror Cimitero vivente 2 e il film commedia Big. Ha avuto 5 nomination, ricevute tutte negli anni giovanili: 3 agli Young Artist Awards e 2 ai Saturn Awards. Non più attivo dal 2000 come attore, attualmente suona come chitarrista nella band Deal by Dusk.

## Filmografia

### Cinema
- Overboard - Una coppia alla deriva (Overboard), regia di Garry Marshall (1987)
- Scarlatti - Il thriller (Lady in White), regia di Frank LaLoggia (1988)
- Big, regia di Penny Marshall (1988)
- Tesoro, mi si sono ristretti i ragazzi (Honey, I Shrunk the Kids), regia di Joe Johnston (1989)
- Grido nella foresta (A Cry in the Wild), regia di Mark Griffiths (1990)
- Cimitero vivente 2 (Pet Sematary Two), regia di Mary Lambert (1992)

### Televisione
- Un salto nel buio (Tales from the Darkside) – serie TV, episodio 3x08 (1986)
- New York New York (Cagney & Lacey) – serie TV, 1 episodio (1986)
- La signora in giallo (Murder, She Wrote) – serie TV, episodio 5x05 (1988)
- Pappa e ciccia (Roseanne) – serie TV, 3 episodi (1988-1989)
- Voci nella notte (Midnight Caller) – serie TV, 1 episodio (1990)
- Where's Rodney? – film TV (1990)
- Top Kids – film TV (1991)
- Camp Wilder – serie TV, 1 episodio (1992)
- Una famiglia come le altre (Life Goes On) – serie TV, 1 episodio (1992)
- La signora del West (Dr. Quinn, Medicine Woman) – serie TV, episodio 1x08  (1993)
- Un medico tra gli orsi (Northern Exposure) – serie TV, episodio 5x08 (1993)
- CBS Schoolbreak Special – serie TV, 1 episodio (1993)
- Otto sotto un tetto (Family Matters) – serie TV, episodio 5x16 (1994)
- The Yarn Princess (More Than a Miracle) – film TV (1994)
- E.R. - Medici in prima linea (ER) – serie TV, episodio 1x09 (1994)
- Dead Man's Walk – serie TV (1996)
- Cracker – serie TV, 1 episodio (1999)
- Cover Me: Based on the True Life of an FBI Family – serie TV, 1 episodio (2000)